# ジャカード織機

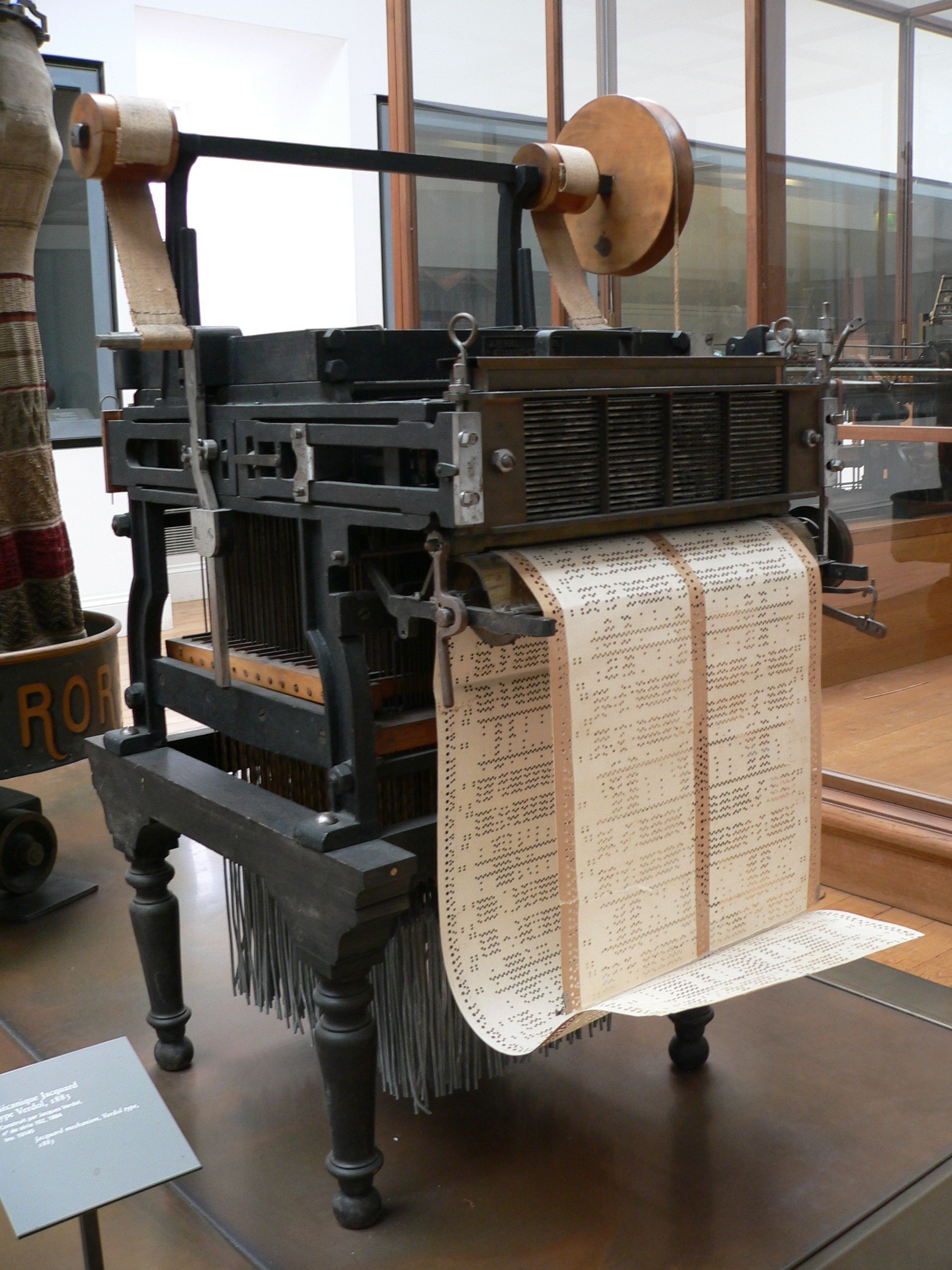
ジャカード織機

ジャカード織機（ジャカードしょっき）は1801年、フランスの発明家ジョゼフ・マリー・ジャカール（ジャカード、Joseph Marie Jacquard）によって発明された自動織機である。

## 概要

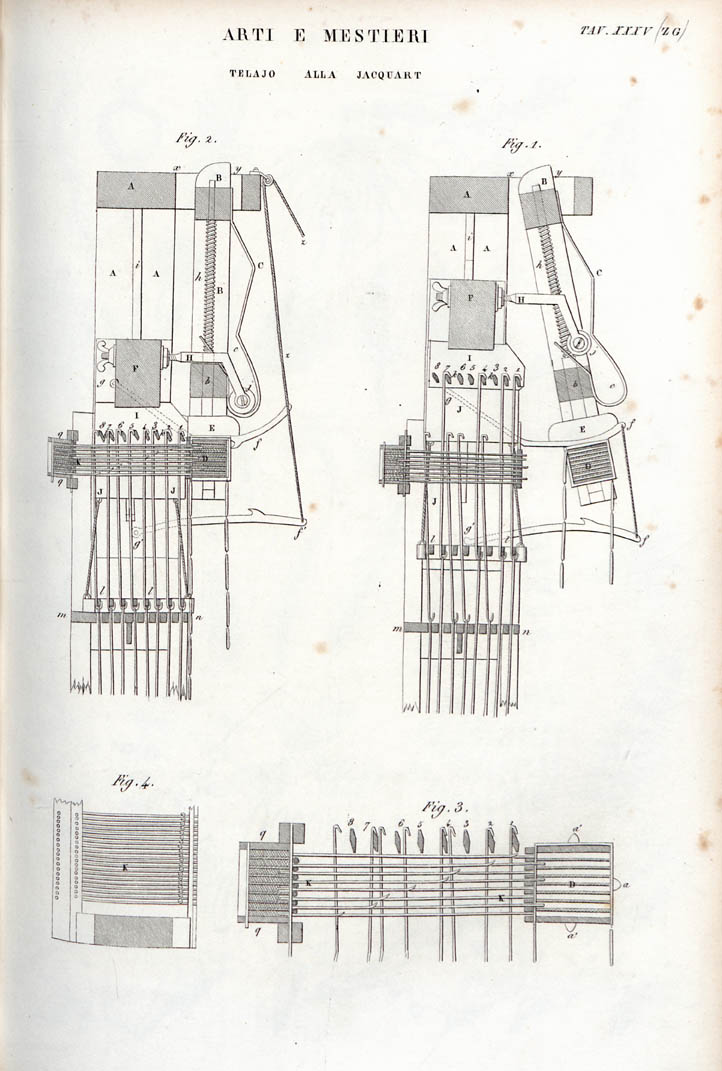
ジャカード織機, 1849

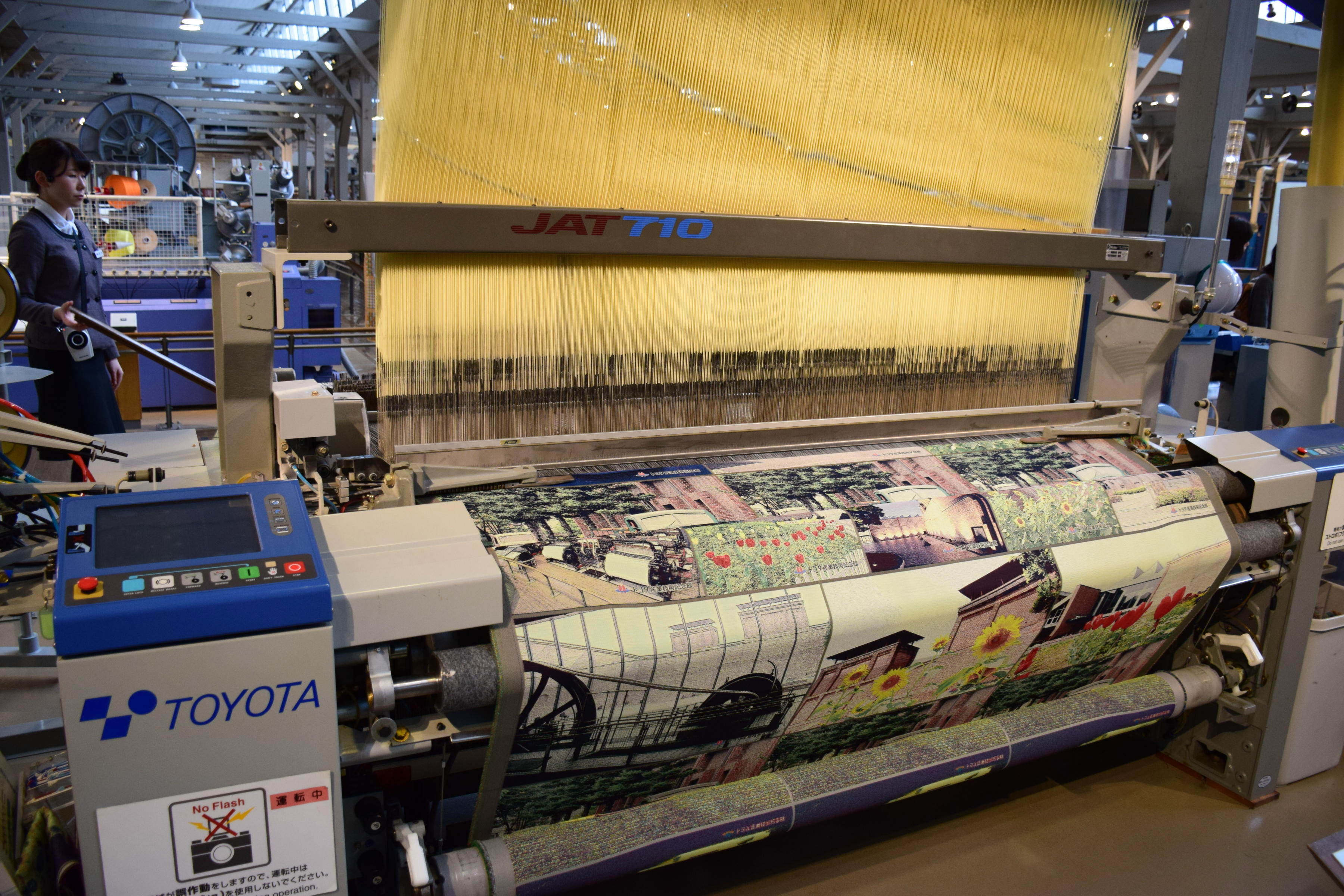
豊田自動織機を記念するトヨタ産業技術記念館で実演展示中のエアジェット織機。電子ジャカードで制御されている。

（後に「パンチカードマシン」や大型汎用コンピュータ用として多用された）パンチカードの、技術史上の先祖とされる厚紙でできた穴を開けたカードを使用するもので、以下それをパンチカードと呼ぶ。そのパンチカードの1列の穴が横糸および経糸1本に対応する。この方式はそれ以前のパンチカードによる織機（Basile Bouchon：1725、Jean-Baptiste Falcon：1728、ジャック・ド・ヴォーカンソン：1740）に基づいている。Basile BouchonとJean-Baptiste Falconがパンチカードによる織機を発明し、ジャック・ド・ヴォーカンソンがそれを完全自動化した。
穴の有無に従って上下する金属針とシャフトを連動させてシャフトを個別に上下させ、穴によって指示された経糸だけを引き上げて横糸を通し、カードのパターン通りの模様を織る。それまで複雑な模様の布を織ることは非常に手間がかかったが、模様に対応したパンチカード（紋紙と呼ばれる）によって織機の糸の上げ下ろしを制御することで、格段に簡単になった。初めは人力を用いたが、19世紀半ばに蒸気機関を用いた力織機に応用された。
しかしジャカード織機は操作が複雑すぎたため、約40年後の1843年により操作が簡単なドビー織機が発明され、簡単なパターンの模様の場合はドビー織機が使われるようになった。ドビー織機は簡単なパターンの模様しか織ることしかできないが、簡単なパターンでも長大な紋紙を読み込ませる必要があったジャカード織機に比べて、ドビー織機はわずか16枚の穴の開いた板（紋板と呼ばれる。何枚でも連ねることは可能だが、普通は16枚）を用意するだけで良く、織る速度も速くなった。
現在の織機では紋紙や紋板がコンピュータデータ化されて物理的に用意する必要が無くなっており、画像を読み込んでジャカート用とドビー用のどちら用にでも変換できるパソコンの織物ソフト（例えばEAT社のDesign Scope victorなど）もあるため、たとえジャカードで織ったものでも、連続した柄やストライプなどの簡単な柄（ドビー柄）の織物を「ドビー織」と呼んでいる場合がある。なお、現在の織機はジャカードやドビーと言った開口装置と織機本体が分離されていて、別々のメーカーや別々の方式のものをそれぞれ組み合わせて使えるが、織機本体ではエアジェット織機やウォータージェット織機と言ったジェット織機が普及しているため、それらと組み合わせると、織る速度が比較的遅いジャカード織りでも19世紀とは比較にならないすさまじい速さで布が織られる。しかし、そのような近代的機械の導入にはコストがかかるので、零細業者ではあまり導入が進んでいない。また、旧来のジャカード織機は、織る速度は遅くても「手織り」のような雰囲気が得られるため、高級服飾品を中心として旧来のジャカード織機も現役である。特に高級ネクタイは旧来のジャカード織機で織られたものが多い。
ジャカード織機はパンチカードを用いて制御を行った機械である。この方式は、カードを入れ替えることで布の模様、すなわち織機の操作パターンを簡単に変えられることから、その後計算機や集計器（タビュレーティングマシン）に応用されることになり、コンピュータの歴史の上でも重要な発明である。まず19世紀半ばにチャールズ・バベッジが解析機関のプログラミングへの利用を試みた。解析機関は実用化されなかったが、後にパンチカードによるタビュレーティングマシンへの入力が実用化され、さらに後にコンピュータへの入力方式として20世紀後半まで広く用いられた。
最近はジャカードのコントローラとしてコンピュータを使用し、紋紙（パンチカード）の代わりにコンピュータデータを用いた電子ジャカードが普及している。日本では、メカ式ジャカードの紋紙読み取り部のみを電子化し、ジャカード織機にフロッピーディスク装置を接続したダイレクトジャカードが多く使用されている。2010年代以降はフロッピーディスクの入手が困難になったため、コントローラ装置を最新の電子ジャカードに切り替える更新が進んでいるが、過去の資産の引き継ぎができなかったり、零細メーカーには資金的に苦しかったりするため、読み込み装置のフロッピーディスクドライブのみをメモリーカードやUSBメモリで代替したり、行政が補助金を出したりといった対策が取られている。

## 開発経緯
当時はドロー織機という2人がかりのシルク製織に、児童が「ドロー・ボーイ」として雇われており、ジョゼフ・マリー・ジャカールは、シルク製織を自動化して複雑なパターンの織物生産での人為ミスをなくし、同時に児童を労働から解放したかった。イギリスによる繊維産業支配に挑もうとしていたナポレオン・ボナパルトから資金援助を受けて開発し、ジャカード織機による失業を憂えたシルク職工による激しい反対にもかかわらず、1812年にはフランス国内で11,000台のジャカード織機が稼動した。シルク製織は自動化され、多くのドロー・ボーイは失業し、児童たちは、より危険な工場での仕事を探すこととなった。

## 日本への導入
1872年（明治5年）に京都府が西陣機業関係者3名をリヨンに送って学ばせ、帰国時に機械を持ち帰らせた。